# John Keats
John Keats (AFI: [ʤɒn ki:ʦ]; Londres, 31 de octubre de 1795-Roma, 23 de febrero de 1821) fue uno de los principales poetas ingleses del Romanticismo.
Durante su corta vida su obra fue objeto de constantes ataques y no fue sino hasta mucho después cuando fue completamente reivindicada. La lírica de Keats se caracteriza por un lenguaje exuberante e imaginativo, atemperado por la melancolía. Keats tenía con frecuencia la sensación de trabajar a la sombra de los grandes poetas del pasado y solo hacia el final de su efímera vida, cuando sentía cerca la oscuridad de la muerte, fue capaz de producir sus poemas más auténticos y memorables.
Jorge Luis Borges calificó su primer encuentro con Keats como una experiencia que sintió toda su vida. Keats tenía un estilo "muy cargado de sensualidades", sobre todo en la serie de odas. Típico de los románticos, acentuaba la emoción extrema a través de imágenes naturales. En la actualidad, sus poemas y cartas siguen figurando entre los más populares y analizados de la literatura inglesa, en particular "Oda a un ruiseñor", "Oda a una urna griega", "Sueño y poesía" y el soneto "Sobre el primer contacto con el Homero de Chapman".

## Biografía
Nació en Finsbury Pavement, en las afueras de Londres; su padre era propietario de una caballeriza y murió de la caída de un caballo en 1804, cuando el poeta tenía tan solo siete años. Su madre volvió a casarse enseguida, pero este segundo matrimonio fue infeliz y la madre no tardó en abandonar a su segundo marido y trasladarse a vivir a casa de la abuela de Keats en Enfield con John, su hermana y otros tres hermanos, de los cuales uno no tardó en morir. Allí el poeta fue a una buena escuela y antes de los quince años ya estaba empapado de clásicos y traducía a Virgilio; sin embargo, la madre murió en 1810 de tuberculosis, dejándoles a él y a sus hermanos al cuidado de su abuela. 
Esta nombró dos tutores que pudieran cuidar a los huérfanos; estos sacaron a Keats de su antigua escuela y lo convirtieron en aprendiz de cirujano hasta 1814, cuando, tras una pelea con su maestro, abandonó ese puesto y se fue a estudiar a otro hospital de la zona. Durante aquel año, Keats dedicó cada vez más y más tiempo al estudio de la literatura y, aunque se graduó en Farmacia, solo ejerció dos años, tras los cuales se entregó por completo a la poesía. 
La lectura de la obra de Edmund Spenser, concretamente La reina de las hadas, supuso para Keats un punto de inflexión en su desarrollo literario e inspiró la creación de su primer poema: A imitación de Spenser. Enseguida conoció al poeta y editor Leigh Hunt, embarcado en la defensa del Romanticismo; trabó amistad con él y este lo introdujo en el selecto círculo de los más destacados poetas de su época, como Percy Bysshe Shelley y Lord Byron, con los cuales hizo amistad también. Hunt publicó su «A imitación de Spenser» en 1816 en su periódico Examiner, así como sus primeros sonetos, «Oh, soledad si pudiera morar contigo» y «Al examinar por primera vez la traducción de Homero por Chapman», inspirado en la lectura de la Iliada y la Odisea traducidas por George Chapman en el siglo XVII:

Por los países del oro mucho he viajado,

y en torno a muchas islas de Occidente
de bardos fieles a Apolo he navegado,
y hay visiones de grandes reinos en mi mente;
Mucho me habían hablado de una región excelsa
que regía como suya Homero, de honda frente; 
pero no había podido aspirar su pureza serena
hasta no oír de Chapman la voz alta y potente:
me sentí entonces como el que escruta el firmamento
cuando un planeta nuevo aparece en su lente;
o como cuando el Pacífico contemplaba en silencio
en Darién, desde un alto, Cortés, seguro y fuerte
mientras sus hombres se miraban llenos de desconcierto

y se entregaban a locas conjeturas de toda especie.

Un año después, publicó su primer poemario titulado simplemente Poemas (1817). Esta primera colección no tuvo buena acogida, sobre todo por su relación con el controvertido editor, quien era además un crítico literario muy agrio y se había ganado enemigos poderosos entre los poetas y escritores de su época.
En 1817 se trasladó a la isla de Wight, donde empezó a trabajar en un nuevo libro. Poco después tuvo que encargarse de cuidar a su hermano Tom, víctima de la tuberculosis, como su madre. Esta enfermedad supuso para el poeta casi una maldición bíblica, pues habría de diezmar a su familia y terminar con su propia vida. Tras finalizar su poema épico Endymion, Keats inició un viaje por Escocia e Irlanda en compañía de su amigo Charles Brown, y durante este viaje él también empezó a mostrar signos de infección, por lo que tuvo que volver prematuramente. A su regreso, se encontró con que Tom había empeorado considerablemente; al fin, murió en 1818. Al pesar por la muerte de su hermano se unió el hecho de que la crítica había recibido con hostilidad su Endymion, al igual que había hecho antes con sus Poemas. Keats decidió entonces volver a trasladarse, esta vez a vivir en la casa londinense de su amigo Brown. Allí conoció a Fanny Brawne, quien había estado viviendo en la casa de Brown con su madre, y, al poco, se enamoró de ella. La publicación póstuma de la correspondencia entre ambos escandalizó a la sociedad victoriana.
Entre tanto, durante la primavera y el verano de 1819 Keats escribía sus mejores poemas: «Oda a Psique», «Oda a una urna griega» y «Oda a un ruiseñor», piezas clásicas de la literatura inglesa, que aparecieron en el tercero y mejor de sus libros, Lamia, Isabella, la víspera de santa Inés y otros poemas (1820). El primero es un tributo a una diosa que, aparentemente, no tuvo un gran culto en la Grecia Antigua; Keats promete a Psique construirle un santuario. En el segundo, «Oda a una urna griega», intenta hablar con una urna que descubre en un museo, sorprendido por el misterio suspendido en la eternidad de lo que revela; la urna le responde con las palabras siguientes «la belleza es la verdad, la verdad es belleza, esto es todo... lo que necesitas saber». En «Oda a un ruiseñor», el yo lírico se eleva entre los árboles, con las alas de la palabra poética, para reunirse con el ruiseñor que allí canta; eso le sirve para comparar la naturaleza eterna y transcendental de los ideales con la fugacidad del mundo físico: el poeta, que se siente morir, ansía esa eternidad.
Al año siguiente, su relación con Fanny tuvo que concluir cuando la tuberculosis de Keats se agravó sensiblemente. Los médicos le aconsejaron que se alejase del frío clima londinense y marchase a la soleada Italia; Keats marchó a Roma con su amigo el pintor Joseph Severn, invitado por otro amigo, Percy Bysshe Shelley. Durante un año su salud pareció mejorar, pero al cabo volvió a quebrantarse y murió a principios del año siguiente, el 23 de febrero de 1821, al lado de la romana plaza de España.
En honor a su amigo, Shelley escribió su poema «Adonaïs». El cuerpo de Keats está enterrado en el cementerio protestante de Roma. Sobre su lápida, según quería que fuera su epitafio, se lee «Aquí yace alguien cuyo nombre fue escrito en el agua». Shelley que murió un año después, está enterrado cerca de él. William Hilton pintó un retrato de Keats.

## Wentworth Place: annus mirabilis

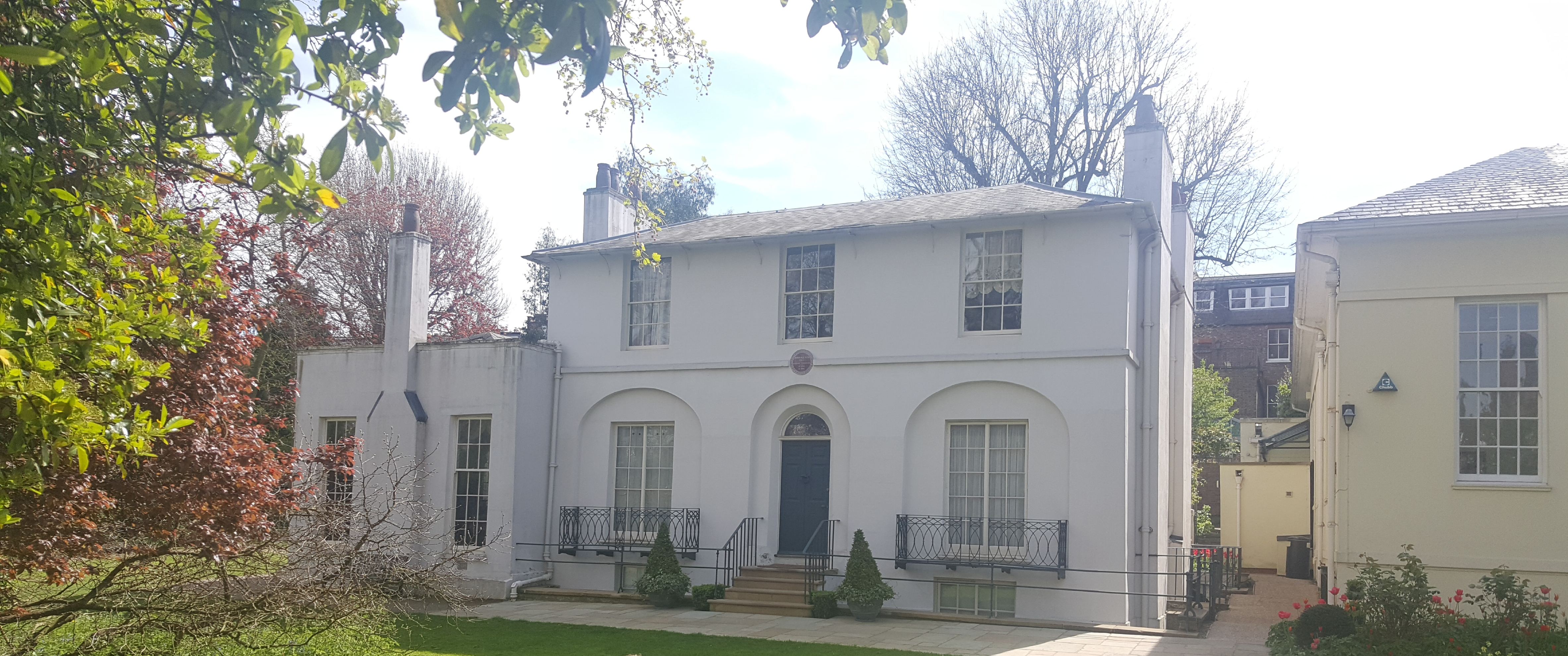
Wentworth Place, ahora el museo Keats House (izquierda), Ten Keats Grove (derecha), Hampstead Heath, Londres.

John Keats se trasladó a la recién construida Wentworth Place, propiedad de su amigo Charles Armitage Brown. Estaba al borde de Hampstead Heath, a diez minutos a pie al sur de su antigua casa en Well Walk. El invierno de 1818-19, aunque fue un periodo difícil para el poeta, marcó el comienzo de su annus mirabilis en el que escribió su obra más madura. Se había inspirado en una serie de conferencias recientes de Hazlitt sobre los poetas ingleses y la identidad poética y también había conocido a Wordsworth. Keats pudo parecer a sus amigos que vivía con medios holgados, pero en realidad pedía prestado regularmente a Abbey y a sus amigos.
Compuso cinco de sus seis grandes odas en Wentworth Place en abril y mayo y, aunque se discute en qué orden fueron escritas, "Oda a Psique" abrió la serie publicada. Según Brown, "Oda a un ruiseñor" fue compuesta bajo un ciruelo del jardín. Brown escribió: "En la primavera de 1819 un ruiseñor había construido su nido cerca de mi casa. Keats sintió una alegría tranquila y continua en su canto; y una mañana se llevó su silla de la mesa del desayuno al prado bajo un ciruelo, donde se sentó durante dos o tres horas. Cuando entró en la casa, me di cuenta de que llevaba unos trozos de papel en la mano, que estaba metiendo tranquilamente detrás de los libros. Al indagar, descubrí que esos trozos, cuatro o cinco, contenían sus sentimientos poéticos sobre el canto de nuestro ruiseñor." Dilke, copropietario de la casa, negó enérgicamente la historia, impresa en la biografía de Keats de Richard Monckton Milnes' de 1848, descartándola como "pura ilusión".
"Oda a una urna griega" y "Oda a la melancolía" se inspiraron en formas de soneto y probablemente se escribieron después de "Oda a un ruiseñor". La nueva y progresista editorial de Keats, Taylor y Hessey, publicó Endymion, que Keats dedicó a Thomas Chatterton, una obra que denominó "una prueba de mis poderes de imaginación". Fue condenada por la crítica, dando lugar a la ocurrencia de Byron de que Keats fue finalmente "apagado por un artículo", sugiriendo que nunca lo superó realmente. Una crítica especialmente dura de John Wilson Croker apareció en la edición de abril de 1818 del Quarterly Review. John Gibson Lockhart escribiendo en Blackwood's Magazine, describió Endymion como una "imperturbable idiotez". Con mordaz sarcasmo, Lockhart aconsejó: "Es mejor y más sabio ser un boticario hambriento que un poeta hambriento; así que vuelva a la tienda, Sr. John, vuelva a los emplastos, las píldoras y las cajas de ungüentos." Fue Lockhart en Blackwoods quien acuñó el término difamatorio "la Escuela Cockney" para Hunt y su círculo, que incluía tanto a Hazlitt como a Keats. El despido fue tanto político como literario, dirigido a jóvenes escritores advenedizos considerados groseros por su falta de educación, su rima no formal y su "baja dicción". No habían asistido a Eton, Harrow u Oxbridge y no pertenecían a las clases altas.
En 1819 Keats escribió "La víspera de Santa Inés", "La Belle Dame sans Merci", "Hyperion", "Lamia" y una obra de teatro, Otho el Grande (condenada por la crítica y no representada hasta 1950). Los poemas "Fancy" y "Bards of passion and of mirth" se inspiraron en el jardín de Wentworth Place. En septiembre, muy corto de dinero y en la desesperación considerando tomar el periodismo o un puesto como cirujano de barco, se acercó a sus editores con un nuevo libro de poemas. Ellos no estaban impresionados con la colección, encontrando las versiones presentadas de "Lamia" confuso, y describiendo "Santa Inés" como teniendo un "sentido de disgusto mezquino" y "un estilo 'Don Juan' de mezclar el sentimiento y la burla" concluyendo que era "un poema no apto para damas". El último volumen que Keats vivió para ver, Lamia, Isabella, The Eve of St. Agnes, and Other Poems, se publicó finalmente en julio de 1820. Recibió más elogios que Endymion o Poems, encontrando reseñas favorables tanto en The Examiner como en Edinburgh Review'. Llegó a ser reconocida como una de las obras poéticas más importantes jamás publicadas.
Wentworth Place alberga ahora el museo Keats House.

## Obras
- Sobre la primera vez que vi el Homero de Chapman (1816)
- Sueño y poesía (1816)
- Endymion: un romance poético (1817)
- Hyperion (1818)
- Al sentarme a leer King Lear otra vez (1818)
- La víspera de Sta. Agnes (1819)
- La estrella brillante (1819)
- La Belle Dame sans merci: una balada (1819)
- Oda a Psyche (1819)
- Oda a un ruiseñor (1819)
- Oda sobre una urna griega (1819)
- Oda a la melancolía (1819)
- Oda a la indolencia (1819)
- Lamia y otros poemas (1819)
- Al otoño (1819)
- La caída de Hyperion: un sueño (1819)
- Al sueño
- ¡Ten compasión, piedad, amor! ¡Amor, piedad!

## Temas
- La mansión de las innumerables estancia

## Miscelánea
La película Bright Star del año 2009, de la realizadora Jane Campion, escenifica sus últimos tres años de vida.
La saga de ciencia ficción Hyperion, del novelista Dan Simmons, constituye un homenaje al poeta, con diversas referencias a su obra y persona.